# Tambiluk
Tambiluk is een bestuurslaag in het regentschap Serang van de provincie Banten, Indonesië. Tambiluk telt 6447 inwoners (volkstelling 2010).